# Битва при Хонсингер-Блаффе
Битва при Хонсингер-Блаффе (англ. Battle of Honsinger Bluff) — сражение между лакота и армией США во время Йеллоустонской экспедиции, произошедшее 4 августа 1873 года на территории современного округа Кастер.

## Предыстория
Летом 1873 года армия США была направлена в качестве охраны и сопровождения исследовательской партии Северной Тихоокеанской железной дороги. Экспедиция находилась под общим командованием полковника Дэвида Стэнли, вторым командиром был подполковник Джордж Армстронг Кастер.
3 августа 1873 года войска Стэнли разбили лагерь у устья Сэнди-Крик, притока Йеллоустона, на северо-восточной оконечности Йеллоустонского холма на территории современного округа Кастер. Ранним утром 4 августа колонна двинулась вверх по северо-западному склону холма вдоль южного ответвления Сэнди-Крик. Капитан Джордж Йейтс с отрядом кавалерии сопровождал землемеров вдоль юго-восточного склона холма вдоль реки Йеллоустон. Кастер, с ротами А и В 7-го кавалерийского полка под командованием капитана Майлза Мойлана, выдвинулся впереди колонны Стэнли. Группа Кастера состояла из 86 человек, среди которых были его брат, лейтенант Том Кастер, и его шурин, лейтенант Джеймс Калхун. Отряд Кастера прошёл по вершине Йеллоустонского холма, а затем спустился по крутой бизоньей тропе к широкой, покрытой травой пойме. Кастер заметил небольшую рощу вдоль Йеллоустона и повёл туда своих людей. Отряд остановился на привал и расседлал лошадей, которые паслись на травянистой пойме. Предчувствуя опасность, Кастер выставил два патруля из четырёх человек.
Разведчики лакота из селения Сидящего Быка продвигались вдоль реки Йеллоустон к западу от Йеллоустонского холма, но, похоже, не знали о присутствии колонны Стэнли. Однако они заметили солдат Кастера, отдыхавших в лесу. Узнав о присутствие солдат, где-то от 100 до 300 индейцев спрятались в обширной роще в 3,2 км к западу от местоположения Кастера.

## Сражение
Шесть конных индейцев попытались увести табун и солдаты открыли огонь по ним. Лакота отъехали немного выше по долине и, остановившись, принялись кричать солдатам, что бы те приблизились и сразились с ними. Лакота отъехали немного выше по долине и, остановившись, принялись кричать солдатам, что бы те приблизились и сразились с ними. Как только кавалеристы оседлали своих коней и приготовились к бою, Джордж Кастер повёл их в погоню за индейцами. Когда они останавливались, лакота также останавливались, и скаут арикара Кровавый Нож, который хорошо знал сиу, объяснил Кастеру, что кавалеристов стараются заманить в ловушку. Подполковник приказал остановиться и вскоре, из небольшого леса, появились около 300 индейских воинов. Солдаты спешились, заняли оборону и начали отстреливаться. Воины не стали атаковать, а постарались поджечь траву, но она никак не занималась. Стороны обстреливали друг друга с дальней дистанции. Осада отряда Кастера продолжалась около трёх часов при температуре около 43 °C, затем кавалеристы контратаковали индейцев. Кавалеристы преследовали лакота почти 7 км, но так и не смогли приблизиться достаточно близко, чтобы вступить с ними в бой.
Старший ветеринар 7-го кавалерийского полка, доктор Джон Хонсингер, ехал в колонне Дэвида Стэнли вместе с маркитантом Огастусом Балираном. Хонсингер был уроженцем Германии и в 1869 году был назначен первым ветеринарным врачом 7-й кавалерийской дивизии. Около 14 часов, не обращая внимания на бой, происходивший примерно в 4 км от них, Хонсингер и Балиран покинули колонну Стэнли, чтобы спуститься к реке и напоить своих лошадей. Скаут арикара, не говоривший по-английски, попытался остановить их, схватив поводья лошади Хонсингера, но тот решил, что это охотятся кавалеристы Кастера и поехал дальше.
Примерно в то же время рядовые Болл и Браун, входившие в группу лейтенанта Йейтса, охранявшую геодезистов, направились к реке, чтобы вздремнуть. Болл заметил Хонсингера и Балирана, и поскакал к ним. Вождь хункпапа Дождь на Лице и пятеро его воинов направились на разведку к западному подножию Йеллоустонского холма, ныне называемого Хонсингер-Блафф. Индейцы заметили приближающихся Хонсингера и Балирана и спрятались среди оврагов и деревьев у подножия холма. Лакота сумели схватить поводья лошади Хонсингера, когда он проезжал мимо, стащить его с лошади и застрелить. Балиран и Болл также были быстро убиты индейскими воинами.
Рядовой Браун, дремавший у подножия холма, проснулся и стал свидетелем засады на людей Стэнли. Он быстро отправился к колонне и предупредил о засаде, рассказав, что трое человек убиты. Опасаясь повторения резни Феттермана, Стэнли приказал всей оставшейся 7-й кавалерийской дивизии двинуться вперед. Увидев приближающуюся колонну солдат, Дождь на Лице направился к основным индейским силам.

## Итоги
В ходе битвы погибли ветеринар Джон Хонсингер, маркитант Огастус Балиран и рядовой роты F 7-го кавалерийского полка Джон Болл. У лакота было ранено трое воинов. Йеллоустонская экспедиция продолжила движение на запад, вверх по реке Йеллоустон, и 11 августа снова подверглась нападению индейцев.
Дождь на Лице сохранил золотые часы Хонсингера, а позже говорил, что лично убил его и Балирана. Джордж Кастер узнал об этом и отправил своего брата Тома в резервацию Стэндинг-Рок, чтобы арестовать его за убийство Хонсингера и Балирана. Вождь был арестован и заключён в тюрьму 13 декабря 1874 года, но сумел сбежать несколько месяцев спустя и поклялся вырезать сердце Тома Кастера.